# 大西洋耳烏賊
大西洋耳烏賊（Sepiola atlantica）是耳烏賊科耳烏賊屬一種动物，其种加词“atlantica”意为“大西洋的”。分佈在大西洋的東北部（即北緯65º-35º），由冰島、法羅群島及挪威西部至摩洛哥沿岸。在地中海亦曾有一次發現紀錄。
大西洋耳烏賊的外套膜可以生長至21厘米長。
大西洋耳烏賊的模式標本是在比斯開灣發現，並收藏在巴黎的法國國立自然史博物館。

## 外部連結
- Genetic Information on Sepiola atlantica